# Sejytżan Połymbetow
Sejytżan Połymbetow (ros. Сейтжан Полимбетов, ur. 25 maja 1913 w obwodzie syrdaryjskim, zm. 22 stycznia 1982) – radziecki i kazachski polityk, minister przemysłu lokalnego i paliwowego Kazachskiej SRR (1957).
Od 1931 sekretarz rejonowego związku kołchozów w Kazachskiej ASRR, potem kierownik wydziału rejonowego związku kołchozów i zastępca szefa rejonowego oddziału rolnego, 1939 ukończył Kazachski Instytut Górniczo-Metalurgiczny, na którym później był pracownikiem naukowym. Od 1939 w WKP(b), sekretarz Biura Komunistycznej Partii (bolszewików) Kazachstanu Kazachskiego Instytutu Górniczo-Metalurgicznego, 1941-1942 instruktor KC KP(b)K, 1942-1943 kierownik wydziału Komitetu Obwodowego KP(b)K w Karagandzie, 1943-1947 I sekretarz rejonowego komitetu KP(b)K w obwodzie karagandzkim, 1947-1948 zastępca sekretarza KC KP(b)K, 1948-1950 kierownik Wydziału Przemysłu Ciężkiego KC KP(b)K. Od 1 czerwca 1950 do lutego 1957 I sekretarz Komitetu Obwodowego KPK w Gurjewie (obecnie Atyrau), od lutego do czerwca 1957 minister przemysłu lokalnego i paliwowego Kazachskiej SRR, od 4 czerwca 1957 do 1959 przewodniczący Sownarchozu Ałma-Ackiego Ekonomicznego Rejonu Administracyjnego, 1959-1961 przewodniczący Państwowego Komitetu Rady Ministrów Kazachskiej SRR ds. Nadzoru nad Bezpiecznym Prowadzeniem Prac w Przemyśle i Nadzoru Górniczego, 1961-1968 przewodniczący Kazachskiej Republikańskiej Rady Związków Zawodowych, 1968-1975 kierownik Wydziału Przemysłu Ciężkiego Zarządzania Sprawami Rady Ministrów Kazachskiej SRR, następnie na emeryturze. Deputowany do Rady Najwyższej ZSRR 6 kadencji. Odznaczony dwoma Orderami Czerwonego Sztandaru Pracy.